# Polycopetta
Polycopetta is een geslacht van kreeftachtigen uit de klasse van de Ostracoda (mosselkreeftjes).

## Soorten
- Polycopetta bransfieldensis (Hartmann, 1987) Chavtur, 1991
- Polycopetta curva Chavtur, 1979
- Polycopetta monneroni Chavtur, 1979
- Polycopetta pax Kornicker & Harrison-Nelson, 2005
- Polycopetta psittacina Tanaka & Tsukagoshi, 2013
- Polycopetta quadrispinata Tanaka & Tsukagoshi, 2013
- Polycopetta uncata Tanaka & Tsukagoshi, 2013